# ST-에릭슨
ST-에릭슨은 무선 통신기기 제조업체에 무선 통신 제품과 반도체를 공급하는 스위스 제조업체이다. ST-에릭슨은 2009년 2월 3일 에릭슨과 ST마이크로일렉트로닉스가 50 대 50으로 투자한 조인트 벤처이다. 스위스 제네바에 본사를 두고 있으며, 파운드리 회사에 반도체 제조를 외주 주는 팹리스 반도체 기업이다.
에릭슨과 ST마이크로일렉트로닉스는 에릭슨의 사장이자 CEO인 한스 베스트버그 이사회 의장과 ST마이크로일렉트로닉스의 사장이자 CEO인 카를로 보조티 부의장과 함께 네명의 이사를 이사회로 임명한다.

## 역사
ST-에릭슨은 ST마이크로일렉트로닉스와 에릭슨이 에릭슨 모바일 플랫폼과 ST-NXP 와이어리스의 합병을 50 대 50으로 완료한 2009년 2월 3일 만들어졌다.
2008년 8월 20일 ST마이크로일렉트로닉스와 에릭슨은 두 회사의 무선 통신 반도체 사업을 합치겠다고 발표했다. ST는 2G와 EDGE 플랫폼 및 3G 공개 뿐만 아니라 멀티미디어 및 연결 제품까지 제공했다. 에릭슨은 3G 및 3GPP 롱 텀 에볼루션 (LTE) 플랫폼 기술을 제공했다. 합병은 에릭슨 모바일 플랫폼과 ST-NXP 와이어리스 간 기존의 전략적 협력 관계를 따랐다.
에릭슨은 2001년부터 2012까지 소니 에릭슨이라고 불리는 벤처회사를 소니와 함께 소유하기도 했다.
2012년 12월 11일, ST-에릭슨은, 모회사 ST마이크로일렉트로닉스가 ST-에릭슨의 손익분기 유지 실패로 인한 자사 시장점유율의 손실을 언급하면서 조인트 벤처에서 손을 떼기로 결정한 후, 문 닫기 직전까지 갔다. 2009년 ST-에릭슨이 설립된 이후 ST마이크로일렉트로닉스는 세계 반도체 기업 순위 5위에서 7위로 밀려났다.
2013년 3월 18일 두 모기업은 전부는 아니지만 자회사의 운영과 제품을 인수하면서 조인트 벤처가 폐쇄될 것이라는 것이라고 발표했다.
2013년 5월 28일 ST-에릭슨은 9천만 달러에 모바일 연결 위성 항법 시스템 (GNSS)에 대한 자산과 지적 재산권을 인텔에 판매한다고 발표했다.

### ST-NXP 와이어리스
ST마이크로일렉트로닉스와 NXP 반도체의 무선 부문으로 만들어진 조인트 벤처 ST-NXP는 2008년 8월 2일 가동에 들어갔다. 이보다 네 달 앞선 2008년 4월 10일 NXP와 ST마이크로일렉트로닉스는 2G, 2.5G, 3G, 멀티미디어, 연결 그리고 미래 무선 기술에서 두 회사의 무선 부문을 결합한다고 발표했다. 합쳐진 벤처는 통신과 멀티미디어 특허의 중요한 포트폴리오를 공동 소유하는 것이 목적이었다.
예전에 반도체 회사 로얄 필립스 일렉트로닉스의 한 부분이었던 NXP는 2006년에 독립 회사로 설립되었다. ST마이크로일렉트로닉스는 이태리의 반도체 회사 SGS Microelettronica와 프랑스 톰슨의 반도체 부문인 톰슨 반도체의 합병으로 1987년 6월 설립되었다.

### 에릭슨 모바일 플랫폼
에릭슨 모바일 플랫폼은 2000년대 유럽 통신 위기를 격으면서 에릭슨 모바일 커뮤니케이션을 모태로 2001년 만들어졌다. 나중에 소니 모바일로 이름을 바꾼 소니 에릭슨에 모든 단말 제품을 넘겨준 순수한 플랫폼 회사였다. ST-Ericsson이 설립될 당시 에릭슨 모바일 플랫폼은 어림잡아 3100명의 직원을 가지고 있었다.플랙트로닉스, HTC, LG, NEC, SAGEM 그리고 당연히 소니 에릭슨은 에릭슨 모바일 플랫폼의 주요 고객이었다. 이 회사가 유지된 8년 동안 중점 사업은 UMTS용 플랫폼 개발이었다.
주요 개발 센터는 베이싱토크 (영국), 노스 캐롤라이나 (미국)의 리서치 트라이앵글 파크 및 뉘른베르크 (독일)에 있는 세 개의 개발 센터와 함께 스웨덴 룬드에 있었다. 또한, 도쿄 (일본), 상하이 (중국), 타이페이 (타이완), 서울 (한국), 그림스타드 (노르웨이) 그리고 뉘른베르크 (독일)에 R&D, 판매 그리고 고객 지원팀을 가지고 있었고 GPRS, EDGE 및 WCDMA 무선 표준을 지원하는 무선 전화를 개발 및 생산하고 싶은 고객에게 무선 단말 기술을 제공했다. 에릭슨 모바일 플랫폼과 에릭슨은 3GPP, OMA (Open Mobile Alliance), JCP 그리고 OMPT (Open Mobile Terminal Plarform) 같은 표준화 단체들에게 자금을 제공했다.

## 위치
스위스에 설립되어 제네바에 본사를 두고있으며 ST-에릭슨은 전 세계적으로 6,700 명의 사람들을 고용하고, 85% 이상이 연구개발직으로 일한다.
ST-에릭슨의 주요 센터는 프랑스, 스위스, 스웨덴, 핀란드, 독일, 영국, 인도, 싱가포르, 중국, 일본 그리고 한국에 있다.